# Kim Kyong-hui
Kim Kyong-hui (김경희?, 金敬姬?, Gim GyeonghuiLR, Kim KyŏnghŭiMR; Pyongyang, 30 maggio 1946) è una politica nordcoreana.

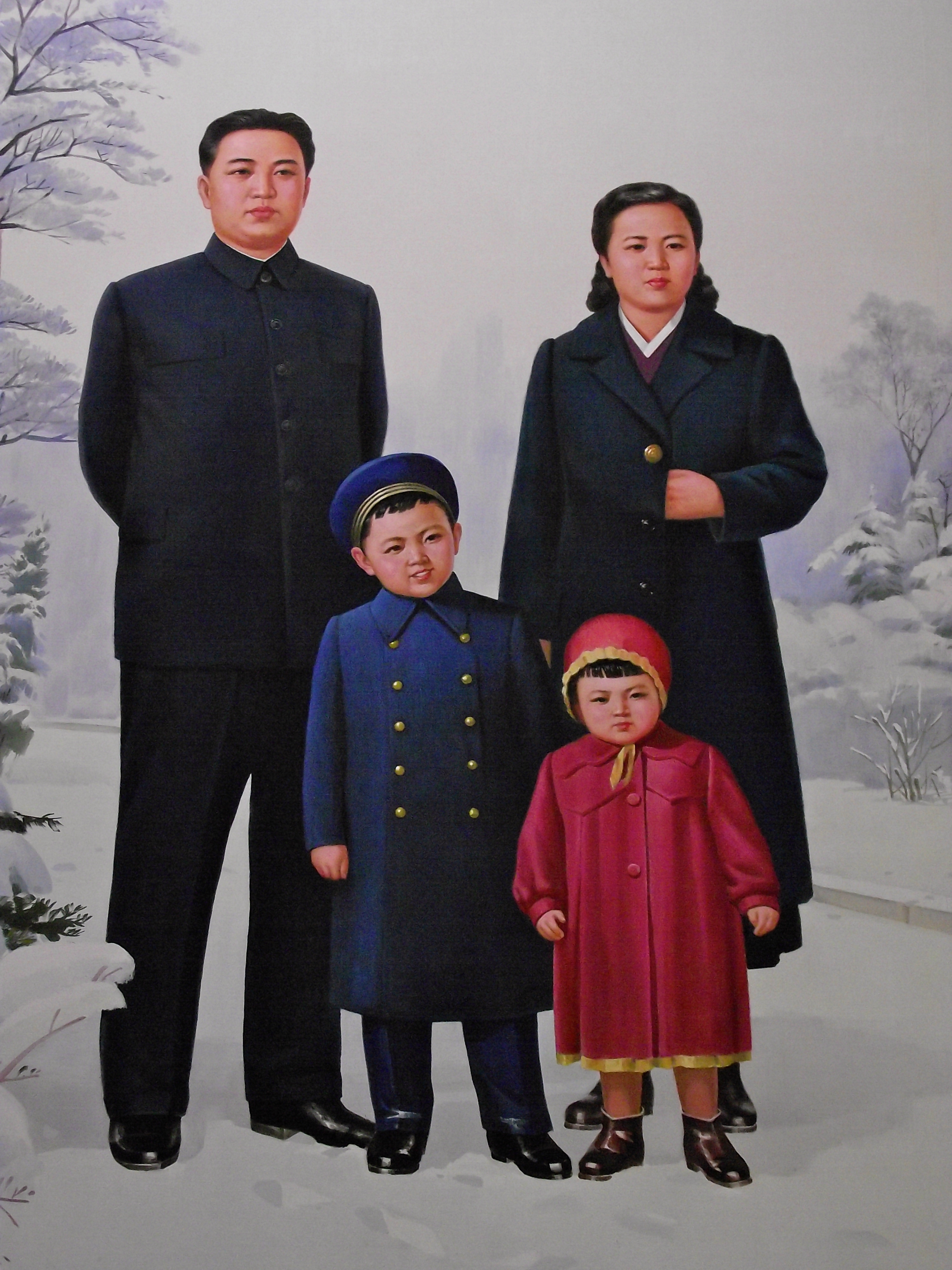
Un ritratto idealizzato di Kim Kyong-hui con sua madre Kim Jong-suk, suo padre Kim Il-sung e con suo fratello Kim Jong-il

Zia dell'attuale leader Kim Jong-un, figlia di Kim Il-sung, fondatore della Corea del Nord, e sorella del defunto Kim Jong-il, è la segretaria per l'organizzazione del Partito del Lavoro di Corea e ha rivestito un ruolo fondamentale nella cerchia dei consiglieri più stretti di Kim Jong-il. Suo marito fu Chang Sung-taek, che fu giustiziato a Pyongyang nel dicembre del 2013 dopo essere stato accusato di tradimento e corruzione.

## Biografia
Kim Kyong-hui nacque a Pyongyang il 30 maggio 1946. Era la figlia più giovane di Kim Il-sung e di Kim Jong-suk, che morì quando Kim Kyong-hui aveva quattro anni. Dopo che il padre si era risposato, venne cresciuta lontano dalla famiglia.
Mentre nella penisola coreana imperversava la guerra, Kim Kyong-hui si trovava nella provincia dello Jilin, in Cina. In seguito a tale breve soggiorno tornò a Pyongyang con il fratello Kim Jong-il e frequentò la facoltà di economia politica all'Università Kim Il-sung, dove fece conoscenza con colui che sarebbe diventato il suo marito: Chang Sung-taek. Egli venne trasferito a Wŏnsan, probabilmente perché Kim Il-sung si opponeva a tale relazione; tuttavia, i due continuarono a vedersi. Kim Kyong-hui frequentò anche la Scuola del partito superiore di Kim Il-sung nel 1966 e completò i suoi studi all'Università statale di Mosca.

### Carriera
La carriera politica di Kim Kyong-hui iniziò nel 1971 con una posizione di spicco all'interno dell'Unione socialista delle donne di Corea. Nel 1975 divenne la vicedirettrice del dipartimento per le relazioni internazionali del Partito del Lavoro di Corea. Gli anni settanta erano un periodo chiave nella storia delle relazioni diplomatiche della Corea del Nord, che stava iniziando ad aprirsi alle Nazioni Unite e a paesi capitalisti come la Thailandia e Singapore. Durante il suo mandato, fu proprio Kim Kyong-hui a scegliere e a collocare i diplomatici più qualificati.
Nel 1988 divenne un membro del Comitato centrale del Partito del Lavoro di Corea; nel 1990 entrò a far parte dei deputati dell'Assemblea popolare suprema. 
Dal 1988 al 2012 le fu affidato l'incarico di dirigere il dipartimento dell'industria leggera del Partito del Lavoro di Corea. 
Essendo a capo del dipartimento per il controllo delle politiche economiche, il suo ruolo era particolarmente significativo. Kim Kyong-hui tornò a dirigere il dipartimento dell'industria leggera durante il periodo di carestia che seguì la morte di Kim Il-sung. Poiché l'economia nordcoreana si stava orientando verso l'industria leggera, l'intervento di Kim Kyong-hui direttrice del Dipartimento dell'industria fu fondamentale. Grazie a Kim Kyong-hui, nel 2010 venne aperto il primo ristorante di hamburger a Pyongyang.
Sia Chang Sung-taek che Kim Kyong-hui scomparvero dallo scenario politico nel 2003. Tuttavia, il marito riapparve con una carica politica prestigiosa nel 2007, mentre lei riuscì allo scoperto nel 2009, accompagnando Kim Jong-il nelle sue direttive sul posto e prendendo parte a diversi eventi importanti. Il 27 settembre 2010 divenne generale del esercito nordcoreano: fu la prima donna nordcoreana ad aver raggiunto tale grado militare. Nello stesso periodo anche il nipote Kim Jong-un fu insignito del titolo di generale. Il giorno seguente, in occasione della terza conferenza del Partito del Lavoro, Kim Kyong-hui entrò a far parte dell'ufficio politico, l'organizzazione centrale del partito. Sotto il regime di Kim Jong-un, Kim Kyong-hui continuò a rivestire un ruolo molto importante: durante la quarta conferenza del partito, ella venne eletta membro del segretariato generale e del dipartimento per l'organizzazione del Partito del Lavoro, a capo del quale, prima di lei, si trovava Kim Jong-il.
Secondo diverse fonti sudcoreane, Kim Kyong-hui era anche l'aiutante personale di Kim Jong-il. Tale autorevole ruolo, confermato da Kenji Fujimoto, lo chef di Kim Jong-il, le permise di conoscere Kim Yong-nam, il presidente dell'Assemblea popolare suprema, Choe Thae-bok e Kim Ki-Nam, segretari del Partito del Lavoro di Corea, e Kim Yang-gon, del Dipartimento del fronte unito.

### Esecuzione di Chang Sung-taek
L'8 dicembre 2013 Chang Sung-taek venne espulso pubblicamente dal Partito del Lavoro di Corea. Egli venne accusato di faziosità, corruzione e di altri comportamenti scorretti che includono anche l'adulterio. Il 13 dicembre egli venne giustiziato per alto tradimento.
Il 14 dicembre l'agenzia di stampa centrale della Corea del Nord rilasciò un elenco di sei alti ufficiali che avrebbero dovuto organizzare i funerali di stato di Kim Kuk-tae, un funzionario del Partito del Lavoro. Kim Kyong-hui, nonostante l'esecuzione del marito, non fu eliminata e mantenne la sua posizione di spicco all'interno del partito, poiché figurava all'interno di tale lista.

### Voci sulla cattiva salute e sulla morte
Negli ultimi anni, secondo diverse voci, Kim Kyong-hui sarebbe stata gravemente ammalata o sarebbe addirittura morta. Un articolo del Daily NK pubblicato il 24 agosto 2012 attribuisce l'alcolismo come causa della cattiva salute della politica nordcoreana. Altre fonti sostengono che Kim Kyong-hui abbia avuto un infarto o un ictus, il quale l'avrebbe colpita due giorni dopo la morte di Chang Sung-taek, mentre discuteva al telefono con Kim Jong-un dell'esecuzione del marito. Altre fonti riportano invece un suo presunto suicidio, o un'operazione al cervello che l'avrebbe lasciata in stato vegetativo. Nel 2015 un disertore nordcoreano anonimo di alto rango rivela che Kim Jong-un avrebbe ordinato l'avvelenamento della zia.
Nel 2014, in seguito a un'indagine condotta dalla National Intelligence Service della Corea del Sud, si scoprì invece che Kim Kyong-hui è ancora viva. Nel 2016 viene rilasciato un video ufficiale in cui compare la politica nordcoreana: ciò significa che non è stato eseguito alcun tipo di damnatio memoriae nei suoi confronti. Nel 2017, secondo la Yonhap News Agency, Kim Kyong-hui sarebbe ancora viva, ma sotto cure mediche.
Kim è ricomparsa pubblicamente, nel gennaio 2020, in occasione delle celebrazioni del nuovo anno

## Vita privata
Nel 1977 Kim Kyong-hui e Chang Sung-taek ebbero una figlia, Chang Kum-song, che si trasferì a Parigi per motivi di studio. Ella rifiutò l'ordine che le era stato imposto di tornare in Corea del Nord. Nel 2006 si suicidò, poiché i suoi genitori si erano opposti alla sua relazione con il suo fidanzato francese.
La relazione tra Chang Sung-taek e Kim Kyong-hui è stata oggetto di numerose speculazioni. Secondo diverse fonti la coppia è stata separata. Yoon Sang-hyun, un deputato dell'assemblea nazionale sudcoreana, viceleader del Partito Saenuri, disse che Kim Kyong-hui venne separata dal marito e non si oppose alla sua condanna.